# 进一步改善党的意识形态工作
《进一步改善党的意识形态工作》（：／）是1981年3月8日金正日在朝鲜全国党务宣传人员会议上的总结讲话。